# SEA-ME-WE 4
 (février 2008).
Si vous disposez d'ouvrages ou d'articles de référence ou si vous connaissez des sites web de qualité traitant du thème abordé ici, merci de compléter l'article en donnant les références utiles à sa vérifiabilité et en les liant à la section « Notes et références ».
SEA-ME-WE 4 (sigle anglais signifiant South East Asia-Middle East-Western Europe 4, Asie du Sud-Est-Moyen-Orient-Europe occidentale 4) est un câble sous-marin de télécommunications en fibres optiques qui relie Singapour, la Malaisie, la Thaïlande, le Bangladesh, l’Inde, le Sri Lanka, le Pakistan, les Émirats arabes unis, l'Arabie saoudite, l’Égypte, l’Italie, la Tunisie, l’Algérie et la France.

## Topologie du réseau

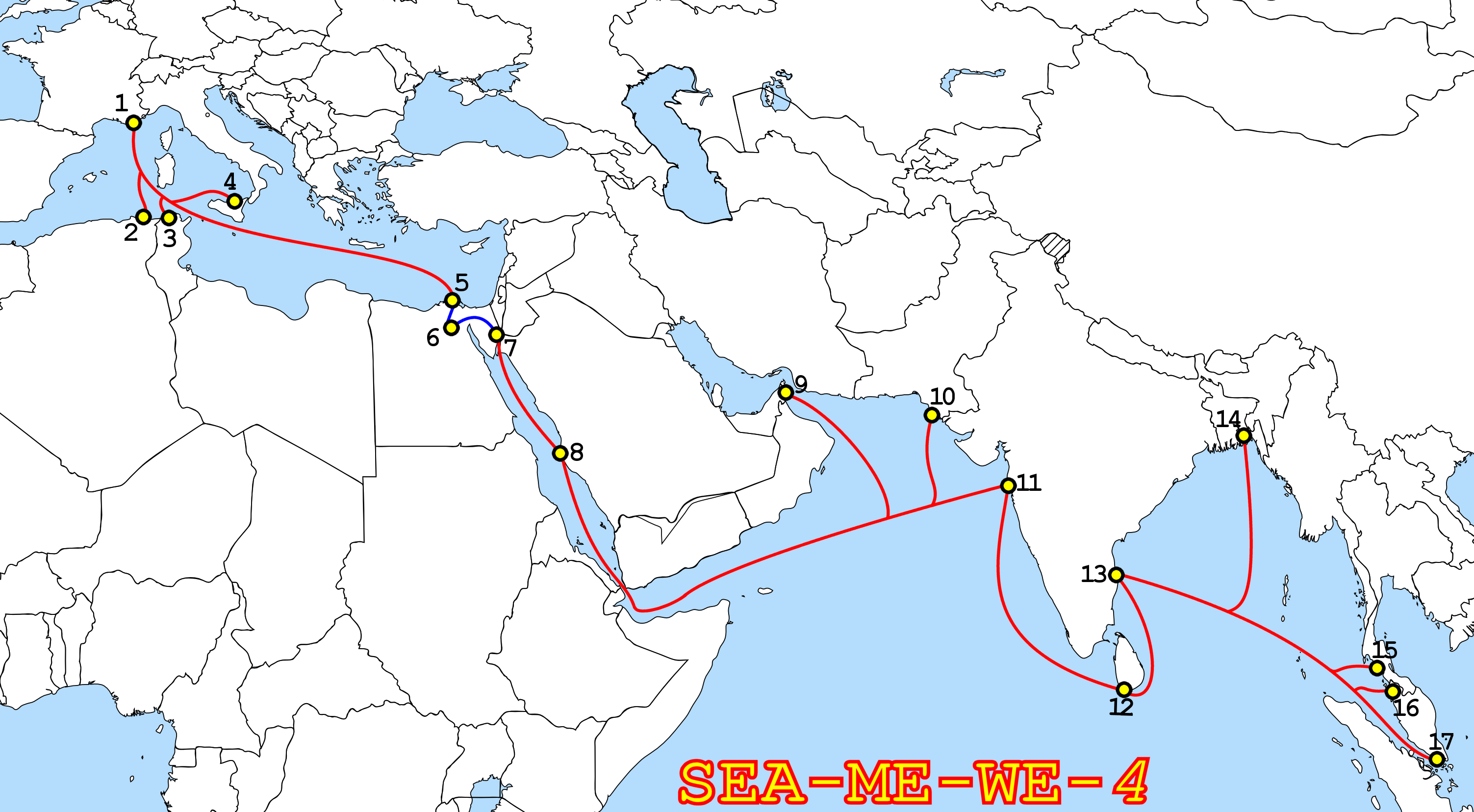
En rouge, le trajet du câble sous-marin
et en bleu, sa partie terrestre

Le câble fait approximativement 18 800 kilomètres de long (20 000 selon d'autres sources). Il est le principal moyen de liaison internet entre l'Asie du Sud-Est, le sous-continent indien, le Moyen-Orient et l’Europe.
SEA-ME-WE 4 a un point de réception à :
1. Marseille, France
2. Annaba, Algérie
3. Bizerte, Tunisie
4. Palerme, Italie
5. Alexandrie, Égypte
6. Le Caire, Égypte
7. Suez, Égypte
8. Djeddah, Arabie saoudite
9. Fujairah, Emirats Arabes Unis
10. Karachi, Pakistan
11. Mumbai (Bombay), Inde
12. Colombo, Sri Lanka
13. Chennai, Inde
14. Cox's Bazar, Bangladesh
15. Satun, Thaïlande
16. Melaka (Malacca), Malaisie
17. Tuas, Singapour

Le câble est divisé en quatre segments :
1. S1 - Tuas à Mumbai (Bombay)
2. S2 - Mumbai (Bombay) à Suez
3. S3 - Suez au Caire
4. S4 - Le Caire à Marseille.

## Histoire
Le SEA-ME-WE 4 est un câble développé par un consortium de seize entreprises de télécommunications qui se sont mis d'accord sur le projet de construction du câble sous-marin le 27 mars 2004. La construction du système de télécommunication a été l'œuvre d’Alcatel Submarine Networks (maintenant Alcatel-Lucent Submarine Networks, une filiale d’Alcatel-Lucent) et Fujitsu. La durée du chantier a été de 18 mois et Fujitsu a annoncé sa fin le 13 décembre 2005. Selon le site web du projet, le coût du chantier est estimé à 500 millions de dollars américains.
Fujitsu a construit le Segment 1, de 8 000 kilomètres (de Singapour à l'Inde). L'entreprise a aussi équipé le Segment 4 de répéteurs.
Le 30 janvier 2008, les services internet furent massivement interrompus au Proche-Orient et sur le sous-continent indien, après des dommages causés à SEA-ME-WE 4 et FLAG dans la mer Méditerranée. BBC News Online affirme que les coupures s'élèvent à 70 % en Égypte et 60 % en Inde. Des témoignages font aussi état de problèmes à Bahreïn, au Bangladesh, au Koweït, au Pakistan, au Qatar, en Arabie saoudite et aux Émirats arabes unis. Les contributions respectives des deux câbles sous-marins à cette coupure ne sont pas clarifiées. Le 2 février 2008, le câble FALCON est à son tour endommagé dans le Golfe Persique à Dubaï.
La cause des coupures n'a pas encore été clarifiée par les opérateurs de télécommunications, mais de nombreuses sources journalistiques spéculaient sur un accident provoqué par une ancre de bateau à Alexandrie. Selon l’AFP, le gouvernement koweïtien attribue les coupures aux conditions climatiques et au trafic maritime. D'après le New York Times, les deux câbles sous-marins furent endommagés séparément à Alexandrie et Marseille. Selon BBC News Online, le câble FLAG a été coupé à 8,3 km d'Alexandrie à 0800 UTC et le SEA-ME-WE 4 à 56 km de Dubaï. Selon la même source, le SEA-ME-WE 3 est le seul câble restant reliant l'Europe au Moyen-Orient via l'Égypte, diminuant la transmission de données entre l'Inde et l'Europe de 75 %, la majorité du trafic Internet étant déroutée par les océans Pacifique et Atlantique.
Edward Snowden a publié en décembre 2013 des documents où la NSA se vante d'avoir réussi à introduire un virus informatique au sein des entreprises gérant le câble SEA-ME-WE 4. La société Orange, l'une des gestionnaires, a annoncé, lundi 30 décembre 2013, qu'elle allait se constituer partie civile.